# Charaxes numenes
Charaxes numenes är en fjärilsart som beskrevs av William Chapman Hewitson 1859. Charaxes numenes ingår i släktet Charaxes och familjen praktfjärilar. Inga underarter finns listade i Catalogue of Life.

## Bildgalleri

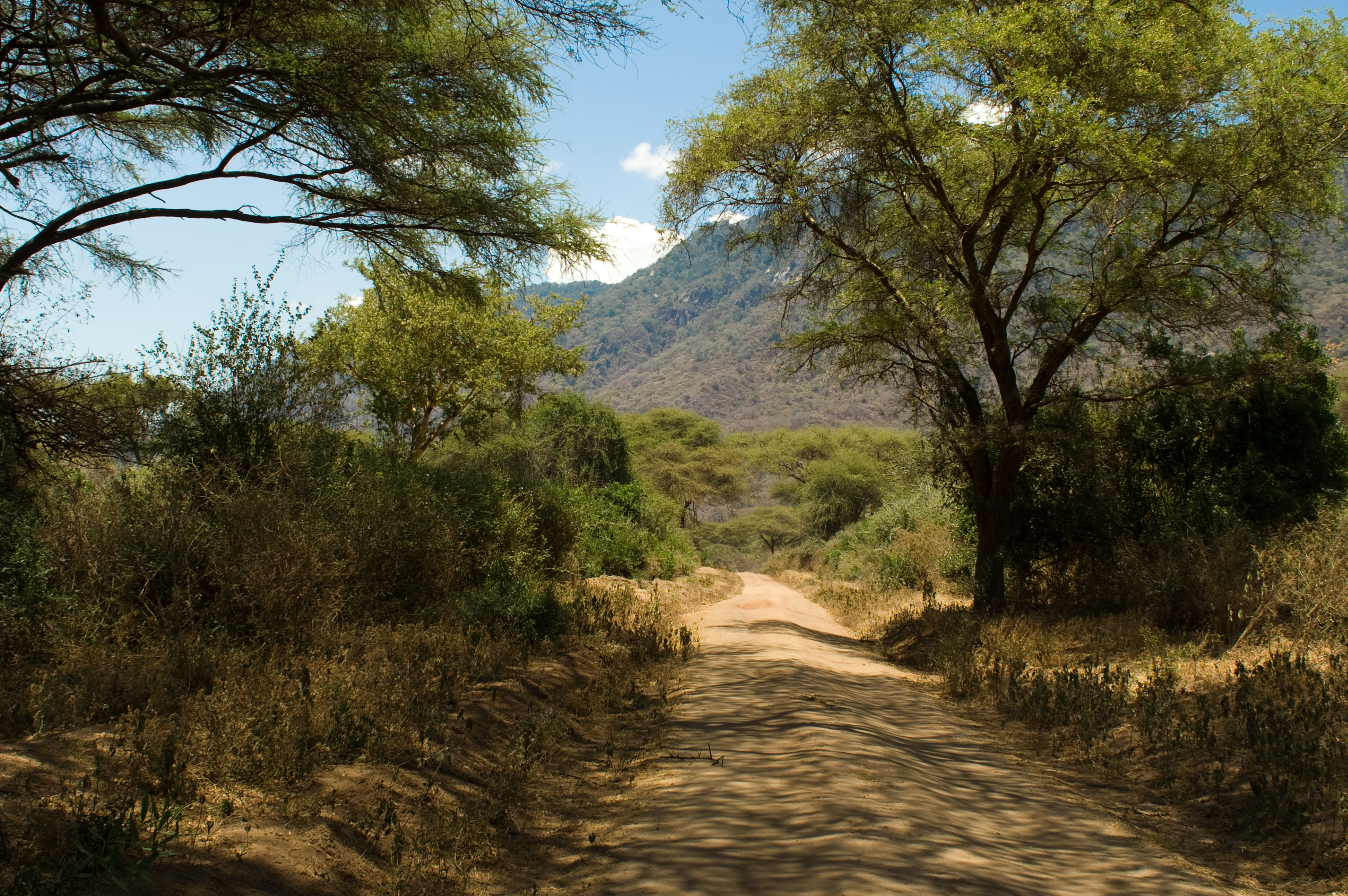
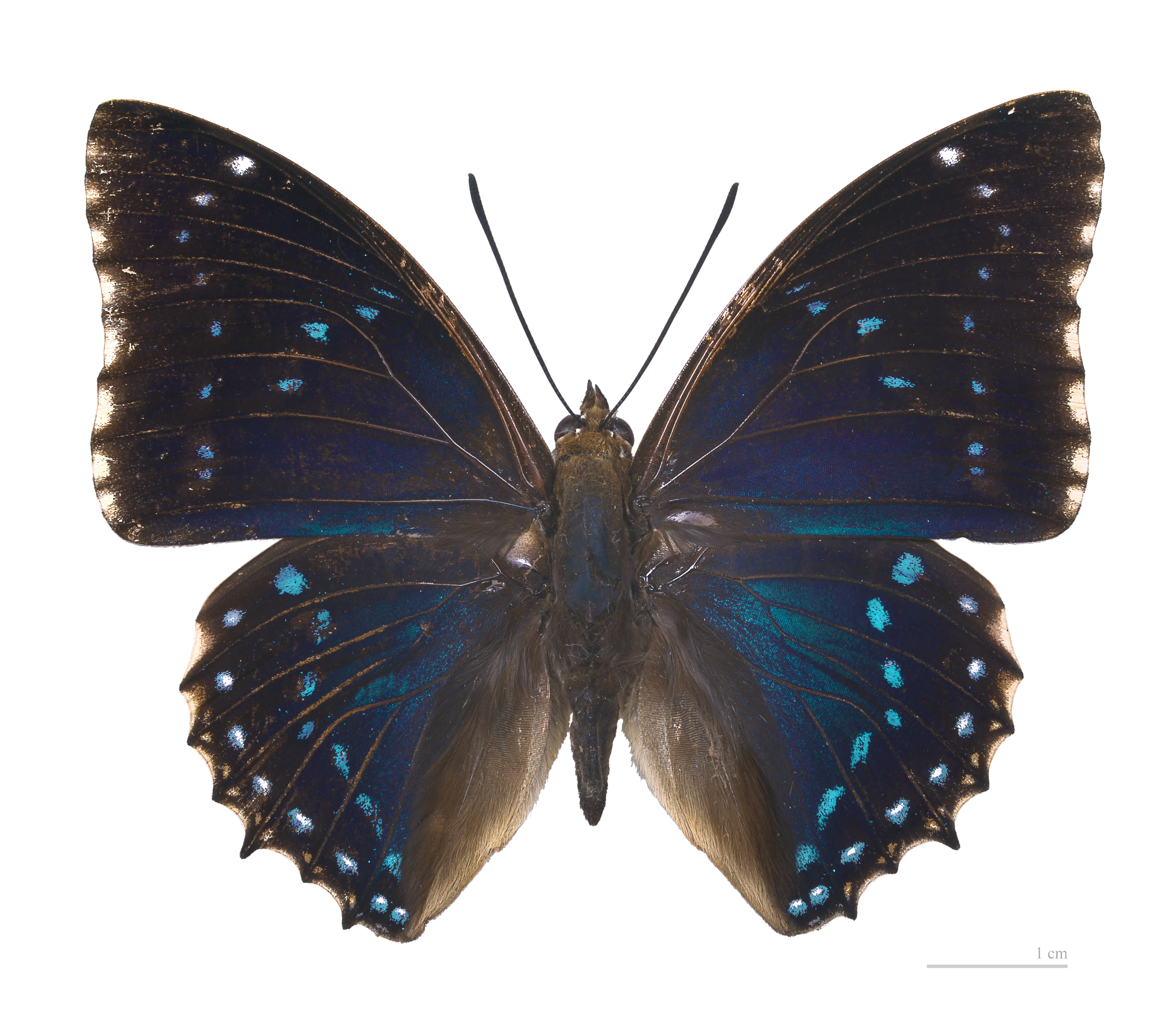
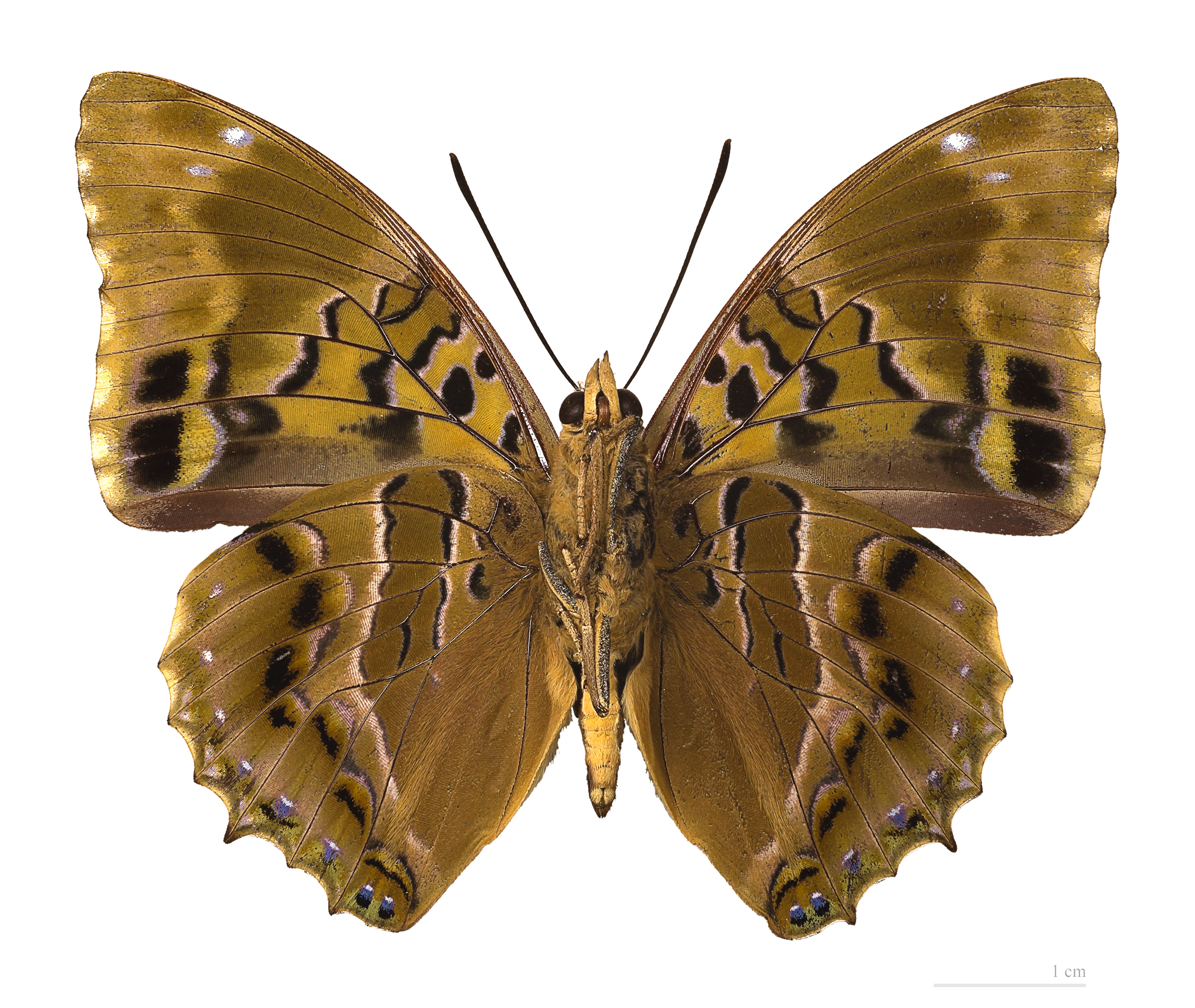
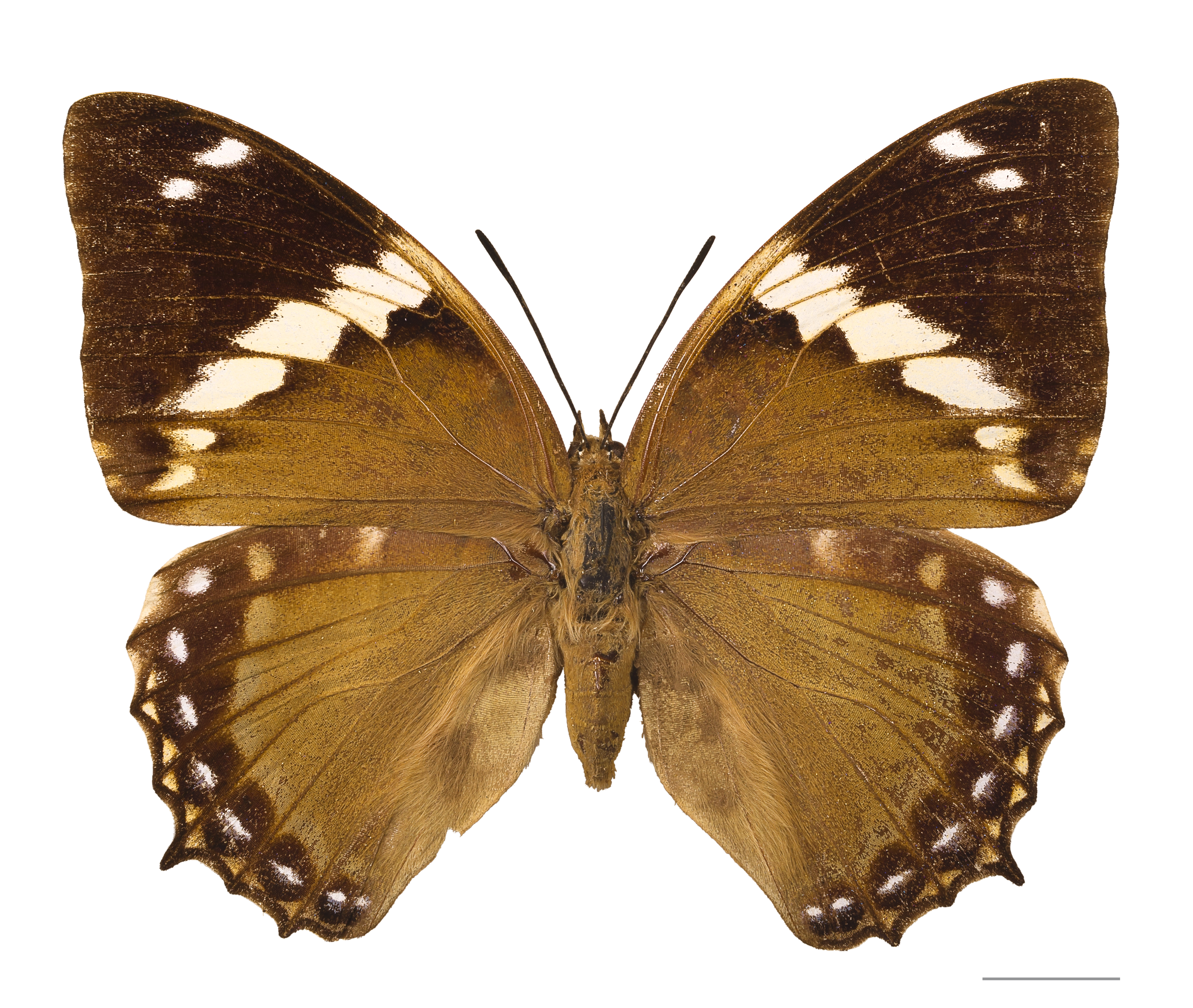
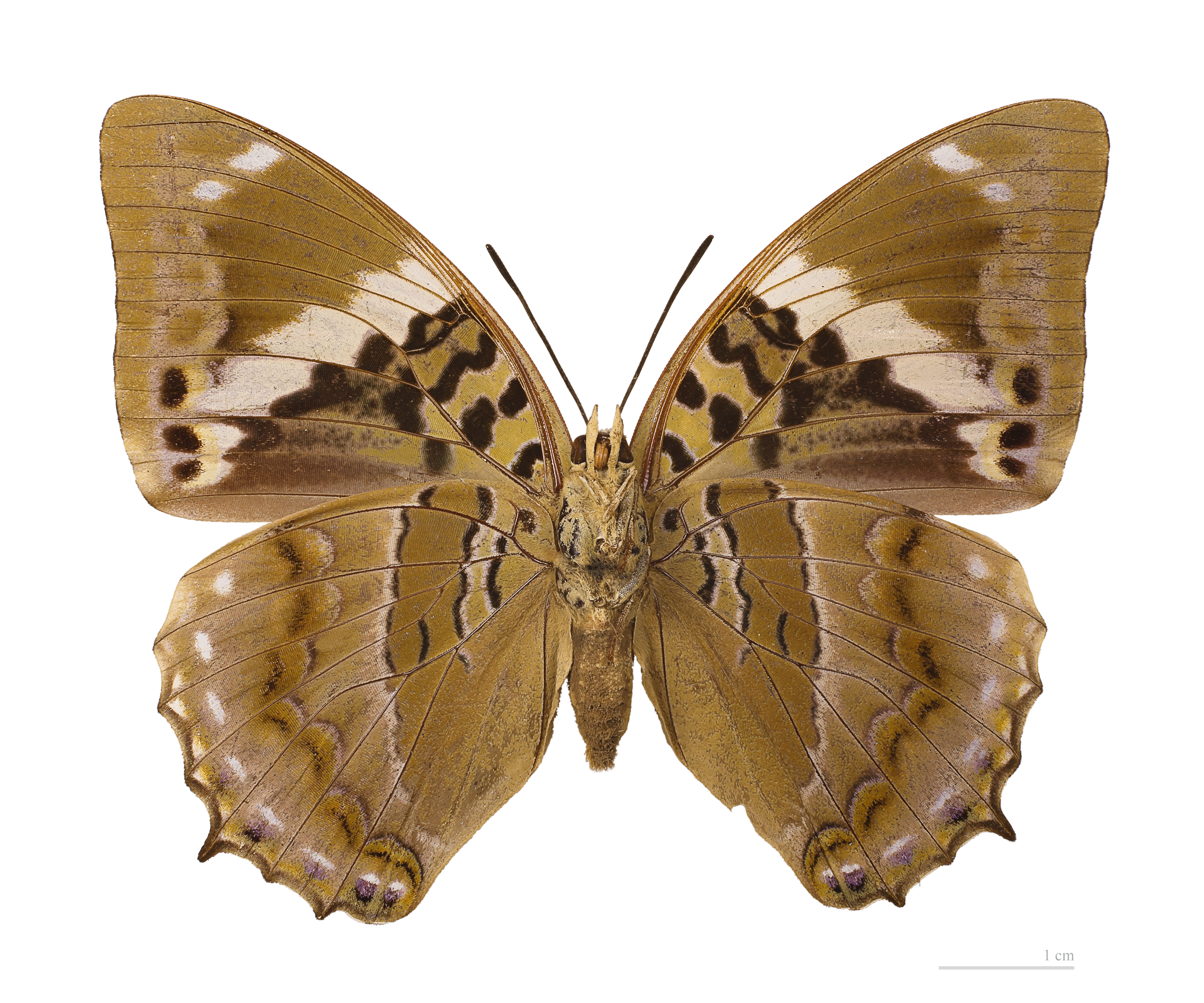